# 八木・宇田アンテナ
八木・宇田アンテナ（やぎ・うだアンテナ、英語: Yagi-Uda Antenna）は、アレイアンテナの一種。通常、ダイポールアンテナを素子としており、宇田新太郎の主導的研究によって、八木秀次との共同で発明された。別称として、指向性短波アンテナや八木アンテナという名称が流通している（下記の名称についてを参照）。
主にテレビ放送、FM放送、FPUの受信用やアマチュア無線、業務無線の基地局用などに利用される。

## 概要

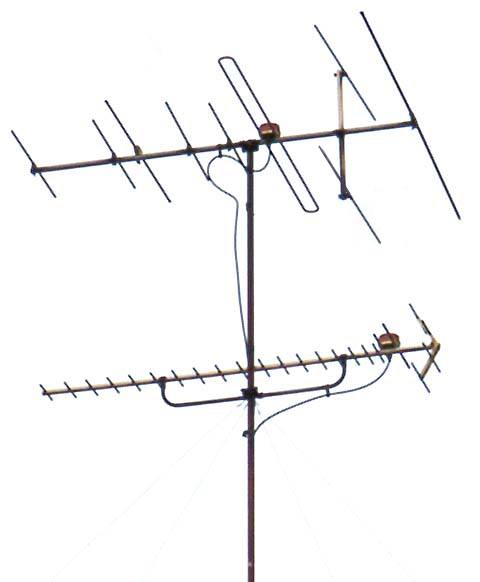
アナログ放送時代のテレビ受信用八木・宇田アンテナ（上段がVHF帯域用、下段がUHF帯域用）
広帯域化の工夫がされた八木アンテナである。受信用では送信所が左側にあることになる。このアンテナはもっぱら受信用に設計されているが、仮に送信用に用いられた場合、電波は主に左側に飛ぶ。

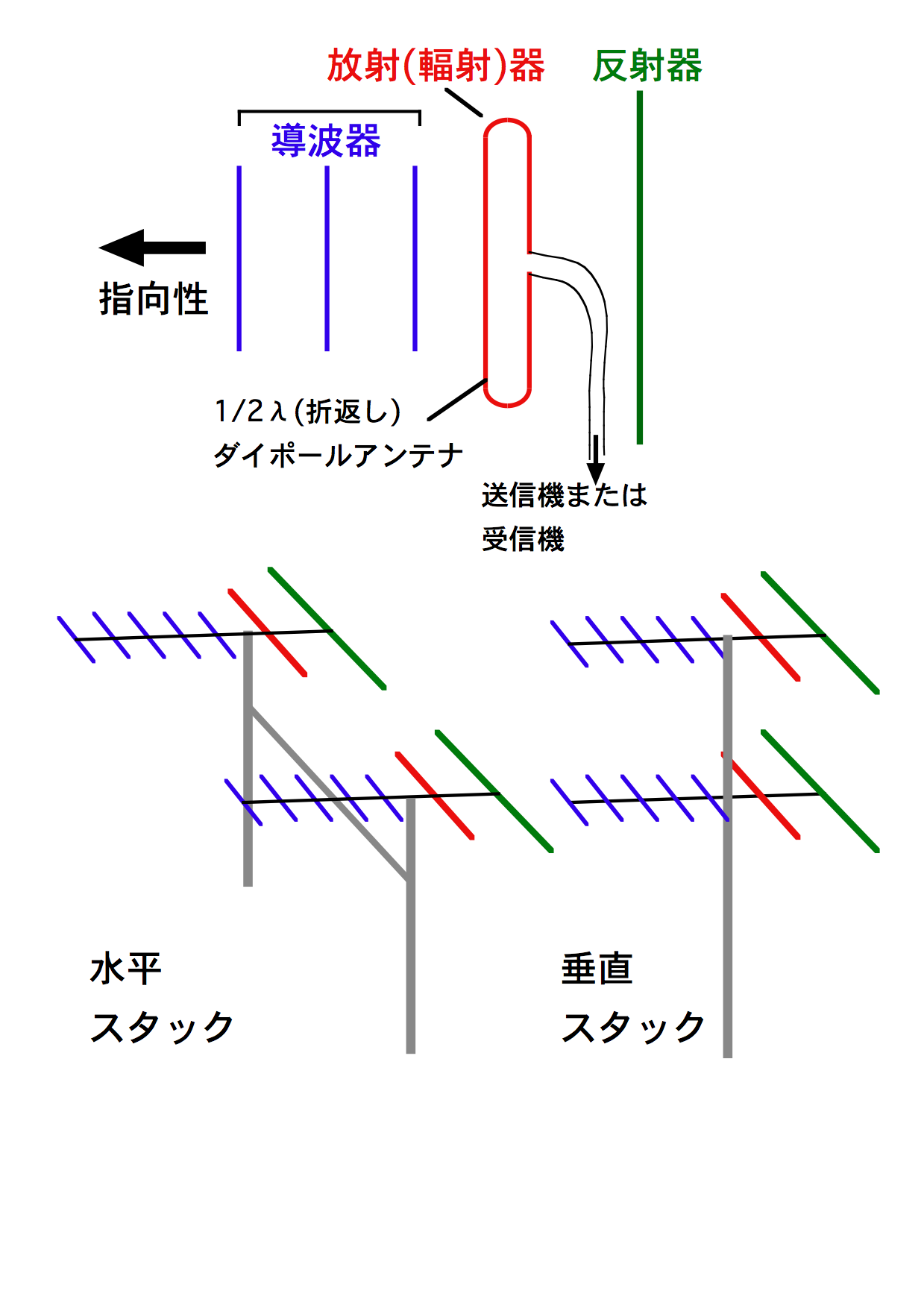
上 : 5素子八木・宇田アンテナ
下 : スタックの種類
水平に並べるのは正しくは「パラレル」（パラ）である

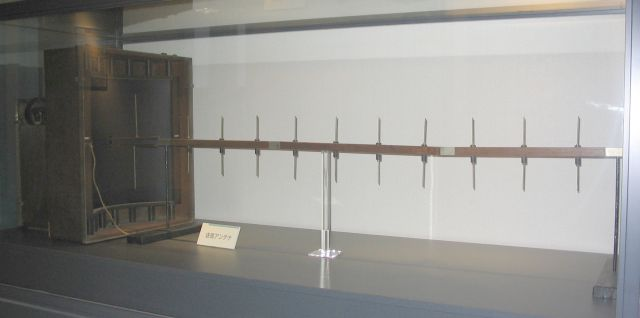
NHK放送博物館に展示された1930年当時の研究用八木・宇田アンテナ（これと同様のものが、東北大学電気通信研究所の資料展示室にも陳列されている）。他の画像は水平偏波を受信するよう設置されているが、ここでは導波・輻射器が縦向きなので垂直偏波を受信する。

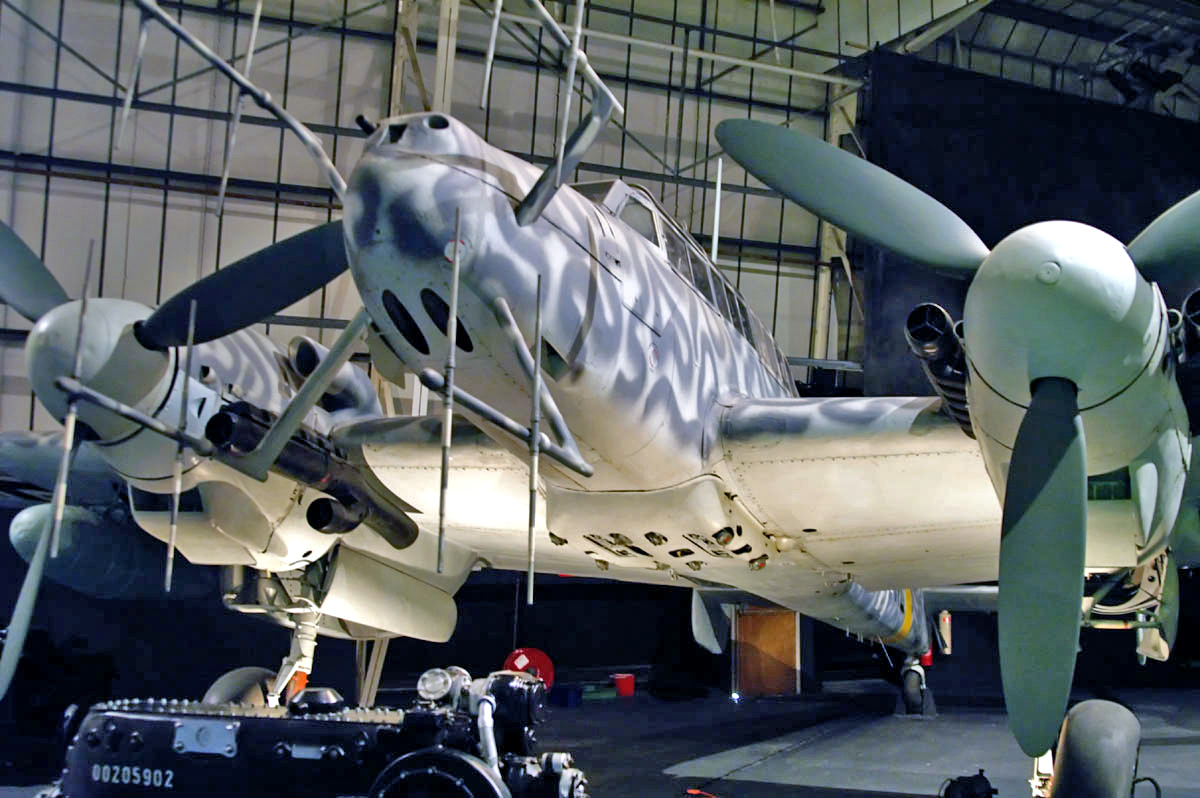
機首に八木・宇田アンテナを装備しレーダーを搭載したメッサーシュミット Bf110G2

一番後に反射器（リフレクタ）、その前に輻射器（給電する部品。ラジエータ。別称：投射器）、その前に導波器（ディレクタ）の素子（エレメント 通称：エレ）を並べた構造になっている（図を参照）。
原理上、周波数が低いキロヘルツ帯の受信では、アンテナの横幅が実用的な大きさを超えてしまうため使用されることは少ない。FMラジオ放送やテレビなどの電波で使われているメガヘルツ帯の電波に対して実用的だが、VHF帯域とUHF帯域でも最適なアンテナの横幅と間隔が異なり、さらに指向性の強さと併せて、受信感度が高い周波数帯も狭い性質がある。このため、テレビアンテナには二種類の八木・宇田アンテナが使用される事が多い。
導波器は棒状で輻射器よりも短く、反射器は同形状で輻射器よりも長い。このアンテナは指向性があり、その方向は反射器から導波器の方向になる。なお、導波器の横幅は受信する周波数によって決まるため、周波数が低いほど広く、高いほど短くなるので、素子の横幅を見ると、大まかな使用される周波数帯がわかり、テレビアンテナのVHF帯域とUHF帯域で、明らかにUHF帯域の方が横幅が狭いので識別できる。
八木・宇田アンテナと非常によく似た形の位相差給電アンテナや対数周期アンテナ（ログペリオディックアンテナ。通称：ログペリ）があるが、これらは原理が異なる別のアンテナである。
今日の超短波 (VHF) 帯以上の実用的な構成としては反射器は通常1素子を、導波器は複数を用いて指向性を鋭くアンテナの利得を高くするようにしている。輻射器としては半波長ダイポールアンテナまたは折返しダイポールアンテナが用いられる。垂直偏波の場合は、スリーブアンテナやブラウンアンテナが用いられることもある。
反射器・輻射器・導波器を並べて指向性・利得を上げる設計は、本来のダイポールアンテナの他に、ループアンテナ、ヘンテナ等にも適用可能で、特に反射器と導波器を持つループアンテナは、ループ八木アンテナもしくはリングアンテナと言う。いずれにおいても、導波器と輻射器の形状は大抵同じなのに対して、反射器の形状は通常左右上下対称にはなっているが、必ずしも輻射器の形状とは同じではなく、またそのサイズも必要な利得によって異なる。利得に余裕がある場合は、台風などによる破損を避ける意図で反射器を取り外す事例もある。

## テレビ受信用
電波を受信する際、素子数が少ないほど利得が小さく近距離受信に向いており、逆に多いほど利得が大きく遠距離受信に向いている。一般的に放送区域内の極超短波（UHFテレビ）放送受信には中距離受信用（14 - 20素子程度が多い、電界強度が非常に強い場合はそれより少ない素子数のものを用いる）のアンテナをアナログ放送は地上3 - 10m程度の高さ、デジタル放送は地上10m程度の高さで受信、放送区域外の場合は遠距離受信用（20 - 30素子程度、場合によってはパラスタックアンテナ）のアンテナで受信する。
なお、素子を増やせば増やすほど素子1本追加する毎の利得の伸びは小さくなり、それに加えて、形状が非常に大きくなり、設置が困難となるため、一般に市販されているテレビ放送受信用の場合VHFで15素子、UHFで30素子（パラスタックアンテナの場合も表記上は最大30素子だが、正確には導波器が四つ一組になっているので実質114素子相当になる）、FM放送受信用の場合10素子を超えるアンテナは一般的ではない（かつてはマスプロ電工で10素子用のFMアンテナ「FM10」を生産していた）。しかし、指向性は鋭くなるため、混信防止などの目的でこれらの数を超える素子のアンテナが用いられることもある。反射器はFM受信用やアマチュア無線、防災無線用八木アンテナが大抵1素子であるが、テレビ用の八木アンテナは、反射器の構造はコーナーリフレクターアンテナをベースにしている製品が多く、反射器が3素子から10素子、くの字や円弧状に並んで立体構造になっていたり、反射器の形状が導波器の形状とは異なる、「目」や「曲」の字の形状の反射器2つを二枚貝のように繋いだ反射器が多く見られる。UHFアンテナを真横（垂直編波の場合。水平偏波なら真下や真上）から見ると、テレビの送信所と反対の方角を向いた矢印のように見える。
主に放送受信用として利用されている各周波数帯用のアンテナの種類は、FM放送用 (76 - 90MHz) ・VHFローチャンネル (1 - 3ch) 用・VHFハイチャンネル用 (4 - 12ch) ・VHFマルチチャンネル用（VHF全1 - 12ch）・UHFローチャンネル用（主に13 - 28ch）・UHFハイチャンネル用（主に25 - 62ch）・UHFマルチチャンネル用（UHF全13 - 62ch※現在は主に13 - 52ch）などがある。また、VHF・UHF共用のアンテナも存在する（主に関西地方や北海道渡島地方などVHFとUHFの送信所が同方向の地域で利用されるほか、地上アナログ放送と地上デジタル放送の受信アンテナを一本化出来るため、関東地方でも立てている世帯もわずかながらある）。なお、VHF用アンテナとVHF・UHF共用アンテナについては、地上デジタル放送（UHFのみを使用）への移行に伴い、2010年8月末までに国内メーカー全社が生産終了した。ただし、VHF帯FMラジオ受信用の八木・宇田アンテナの生産は継続している（2020年6月現在）。
送信アンテナから近く十分に電界強度がある地域でも、素子数の多いアンテナを使う方がよいことがある。ビル街や地形などによりマルチパスが生じている場合である。素子数が多いアンテナは指向性が鋭いので、マルチパスの影響を受けにくくなるからである。指向性を鋭くするには素子数の多いアンテナを使う以外に、スタックを組む方法もある。水平面の指向性を鋭くするには水平スタック（パラレルとも言う）を組み、垂直面の指向性を鋭くするには垂直スタックを組む。水平スタックは例えば方角の異なる送信所との混信をより強力に抑制するのに役立ち、垂直スタックは高所の飛行機などからのノイズを抑制するのに役立つ。スタックはテレビ受信用よりも、防災無線やアマチュア無線などの素子数の少ない（パラスタックアンテナの開発がサイズや重量の制約や需要の少なさゆえ行われない）アンテナに多く用いられている。例えばテレビと違う波長のアンテナが、小中学校の屋上や町内放送のスピーカーを支える鉄塔に設置されていて、しばしば水平スタックになっている。また、集合住宅などにおいて、一見すると垂直スタックだが、実際にはテレビや録画機の接続台数が多くて一つのアンテナでは出力が足りない、あるいは一時期地上デジタル放送とアナログ放送を併用した時の都合で、垂直にアンテナを2個から3個並べて出力を合流させずに別々に配線している事例も見られる。
八木・宇田アンテナの発明者である八木秀次が設立したメーカー・八木アンテナ株式会社（現在の株式会社HYSエンジニアリングサービス）は、2013年11月末日をもってテレビ受信用アンテナと関連する大部分の製品について製造及び販売を終了している。その後も同社直営の通信販売部門で一部の製品を継続販売していたが、2014年12月にホームページにおいて、2015年2月27日をもって営業を終了することが掲載された。

## 歴史

### 発明
発明の発端は、当時八木と宇田が所属した東北帝国大学工学部電気工学科で行われていた実験にあった。
1924年、八木の指導のもとで卒業研究中だった学生・西村雄二は、電磁波の中に種々のコイルを置いて、その近傍の電磁波強度（今日でいう棒状アンテナに流れる高周波電流値）を測定して、コイルの形状の変化に伴って測定値がいかに変わるかを調べる実験中に、条件によって電流計の針が異常な振れ方をすることを発見した。西村の卒業後、八木と助手がこの原因を探求する中で、コイルを金属棒に置き換えて電磁波の来る方向に置いてみると、異常な振れはその長さが関係していることが突き止められた。
1925年9月、八木はこれらの結果とその原理を、西村の論文の後につける形で発表した。ここからこのアンテナの基本となる原理が発見され、以後八木の原理的解明・発展の指導のもとで、西村の同級生で大学院で研究を続けていた宇田の主導的な実験により詳細な解明が進められた。
これらの原理を発展させてまとめたものを、同年12月八木が特許として出願した。これとは別に宇田も結果を発表し、また翌年1月に2人の連名の形で、学士院記事に英文で論文を発表した。『電気学会』誌では、1926年3月発表の第一報告から第十一報告にかけ、まとまった結果が発表された。また、八木単名でイギリスで特許を取得した後、その権利をマルコーニ社に譲渡した。

### 宇田らの研究

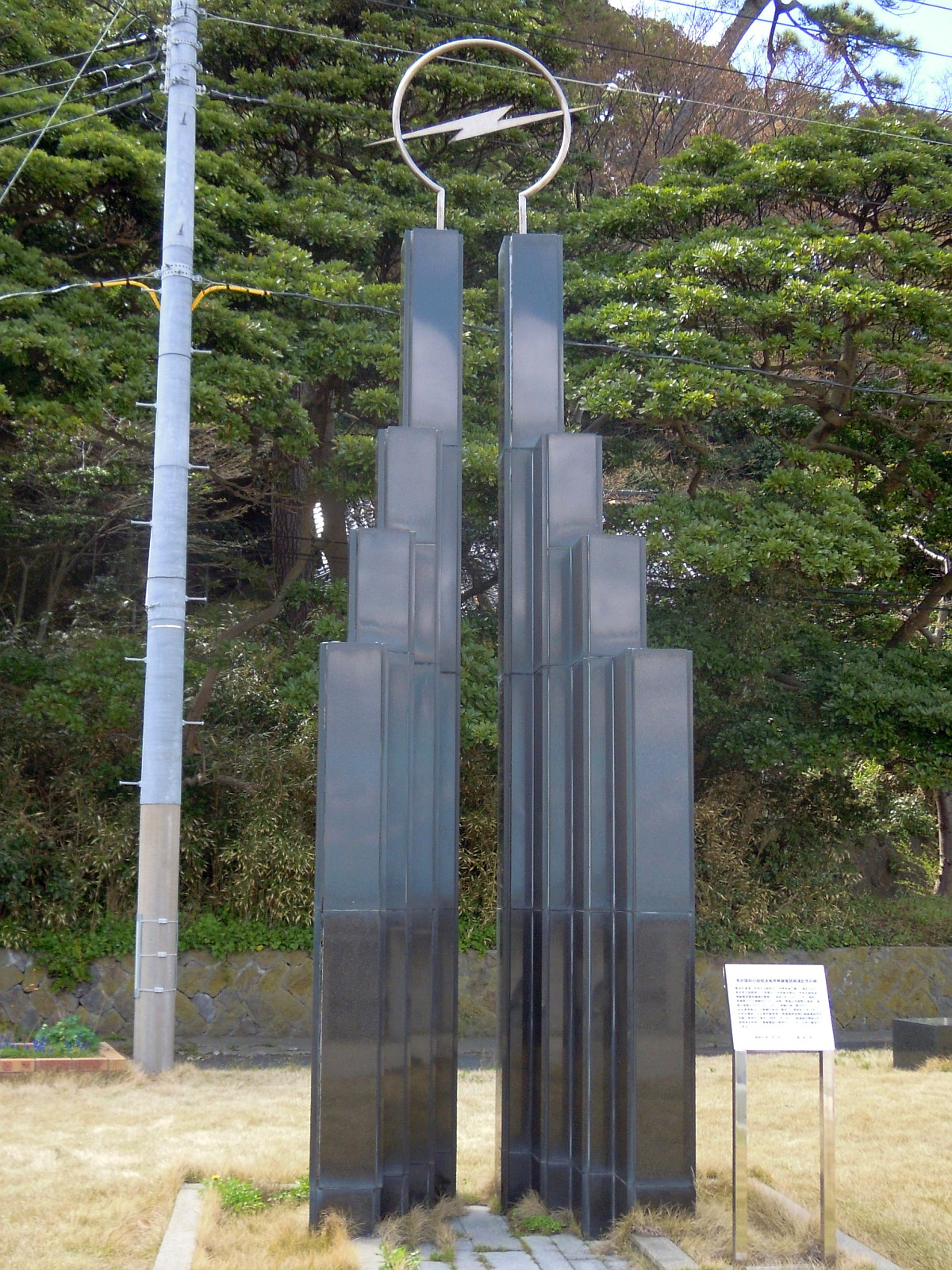
飛島にある超短波実用無線電話開通記念碑

宇田は八木・宇田アンテナの基本原理の発明後はその実用化を目指し、国内の近辺各地に自ら出向いて意欲的な実験を続けた。例えば、1929年には八木・宇田アンテナを使用したUHFの送受信機により、仙台-大鷹森（松島）間（約20km）での通信に成功。翌年にはベルギーのリエージュで開催された産業科学万国博覧会に出品された。1932年5月に、宇田は超短波長電波の研究が認められて、帝国学士院より昭和7年度（1932年度）の「大阪毎日新聞・東京日日新聞寄附 東宮御成婚記念賞」を受賞した。同年7月には酒田・飛島（約40kmの離島）間での超短波通信に成功し、1933年には逓信省が、日本国初の超短波公衆電話回線を酒田・飛島間に開設した。この業績に対し、飛島の関係者の推薦により、宇田は第1回河北文化賞を受賞した。
通信だけでなく電磁エネルギーの無線伝送も試みられている。1926年2月に八木と宇田は、波投射器を配置した指向性アンテナ（英語: Wave Projector Directional Antenna）に関する最初の報告書を公表した。八木はなんとか概念の証拠を実証したが、技術的問題として従来の技術よりもよりわずらわしいことが判明した。その後、1954年にはこれまでの理論的な研究をまとめた英文共著書  YAGI-UDA ANTENNAが出版され、設計理論を確立した。

### 軍事研究での八木・宇田アンテナ
欧米の学会や軍部では八木・宇田アンテナの指向性に注目し、これを使用してレーダーの性能を飛躍的に向上させ、陸上施設や艦船、さらには航空機にもレーダーと八木・宇田アンテナが装備された。例えば、アメリカ軍はレーダーと八木アンテナの技術を改良発展させながら戦争に活用して日本軍に大損害を与えた。さらに後には、アメリカ軍が広島市と長崎市に原子爆弾を日本に投下した際にも、最も爆発の領域の広がる場所・爆撃機から投下した原子爆弾の核爆発高度を特定するために、八木アンテナの技術を用いた受信・レーダー機能が使われた。現在も両原爆のレプリカの金属棒の突起などで、八木・宇田アンテナの利用を確認できる。
ところで、八木アンテナ開発当時の1920年代には、大日本帝国の学界や日本軍では、敵を前にして電波を出すなど「暗闇にちょうちんを灯して、自分の位置を知らせるも同然」だと考えられ、重要な発明と見做されていなかった。このことをあらわす逸話として、1942年に日本軍がシンガポールの戦いでイギリスの植民地であったシンガポールを占領し、イギリス軍の対空射撃レーダーに関する書類を押収した際、日本軍の技術将校がニューマン（Newmann）というレーダー手の所持していた技術書の中に頻出する “YAGI” という単語の意味を解することができなかったというものがある。後に「ニューマン文書」（「ニューマン・ノート」）と称されるこの技術書には「送信アンテナは YAGI 空中線列よりなり、受信アンテナは4つのYAGIよりなる」と言った具合に “YAGI” という単語が用いられていたが、その意味はおろか読み方が「ヤギ」なのか「ヤジ」なのかさえわからなかった。ついには、捕虜となっていたイギリス軍のニューマン伍長に質問したところ「あなたは、本当にその言葉を知らないのか。YAGIとは、このアンテナを発明した日本人の名前だ」と教えられて驚嘆したと言われている
。

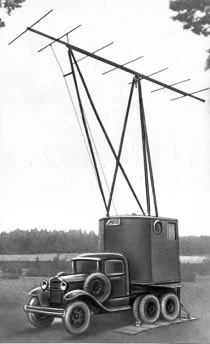
反射器がかなり短い初期のレーダー用八木・宇田アンテナの例、ソビエト連邦の対空レーダーRUS-2のイラスト。

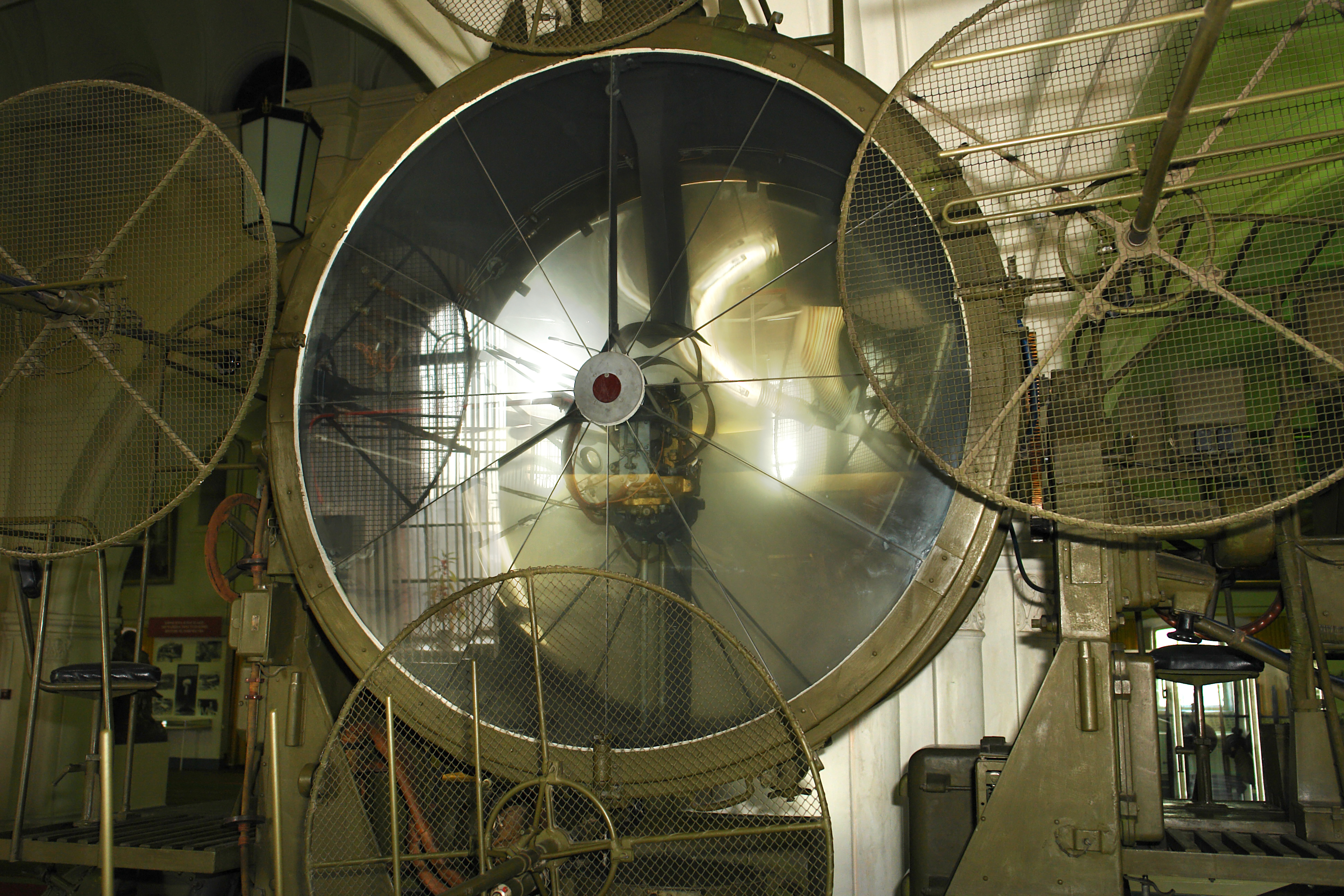
反射器に金網を用いた八木・宇田アンテナの例。ソビエト連邦の照空灯誘導レーダー「РП-15-1」。同時期のイギリスもNo.2 Mk.6レーダーで同様の八木・宇田アンテナを用いていた。

なお、上記に書かれている日本軍での八木・宇田アンテナに対する認識や開発の遅れに関する「逸話」は、大日本帝国のレーダーの技術導入経路と、八木・宇田アンテナ自体の特性にも注視しなければより正確な認識が行えない事にも留意されたい。日本のレーダー開発は1930年代後半に入って大日本帝国陸軍が防空を最大の目的に開始しているが、シンガポール戦の前年の1941年に開発された哨戒パルスレーダーである「超短波警戒機乙」は、ナチス・ドイツからの技術導入で開発されたものであり、アンテナには無指向性のテレフンケン型（箱型）と呼ばれるものや、ダイポールアンテナが利用されていた。
八木・宇田アンテナは強力な指向性を持つ反面、反射器の設計が未熟な場合アンテナの後方にも強力な電波が発射される問題（バックローブ）があり、万一バックローブ側の電波で航空機（友軍機も含まれる）を探知してしまうと、測定結果が180度入れ替わって表示されるので正確な捕捉が行えない。また、水平方向を監視する哨戒レーダー、とりわけ艦船に設置する場合など、指向性と同時に電波発射元の秘匿も重視しなければならない用途では、英米でも戦後にならなければ八木・宇田アンテナを用いる事が出来なかった。前述の英軍の対空射撃管制レーダー（GL Mk.IIレーダー）のような、攻撃を目的とした射撃管制装置の場合、地上設置ではアンテナに仰角を必ず取る事になり、大地がバックローブを吸収拡散する。また、航空機での固定航空機銃照準レーダーの場合は、バックローブでの誤探知の問題は、敵機に真後を取られた状況くらいでしか発生しない為、哨戒レーダーほど問題は大きくならない。この為八木・宇田アンテナを導入しやすかったのである。
日本軍での八木・宇田アンテナの導入の遅れで一番問題となったのは、反射器の設計技術であった。日本軍はシンガポール戦の後、直ちに八木アンテナの研究開発に取り組んだものの、ただ闇雲に素子を並べてもバックローブの問題が解決できないので、妥協案として八木・宇田アンテナの後方に金網を設置して反射器の代わりとした。しかし、これでも送受信機の利得や出力に見合った性能が得られなかったので、鹵獲した英米の対空射撃レーダーを模倣して対処したが、英米の製品と比べ相当な性能の低下が生じた。金網反射器は艦船に搭載するものの場合、風圧（艦砲射撃の爆圧も含まれる）で破損や変形をおこしやすい問題もあり、アンテナ自体の小型化が進まない要因ともなった。

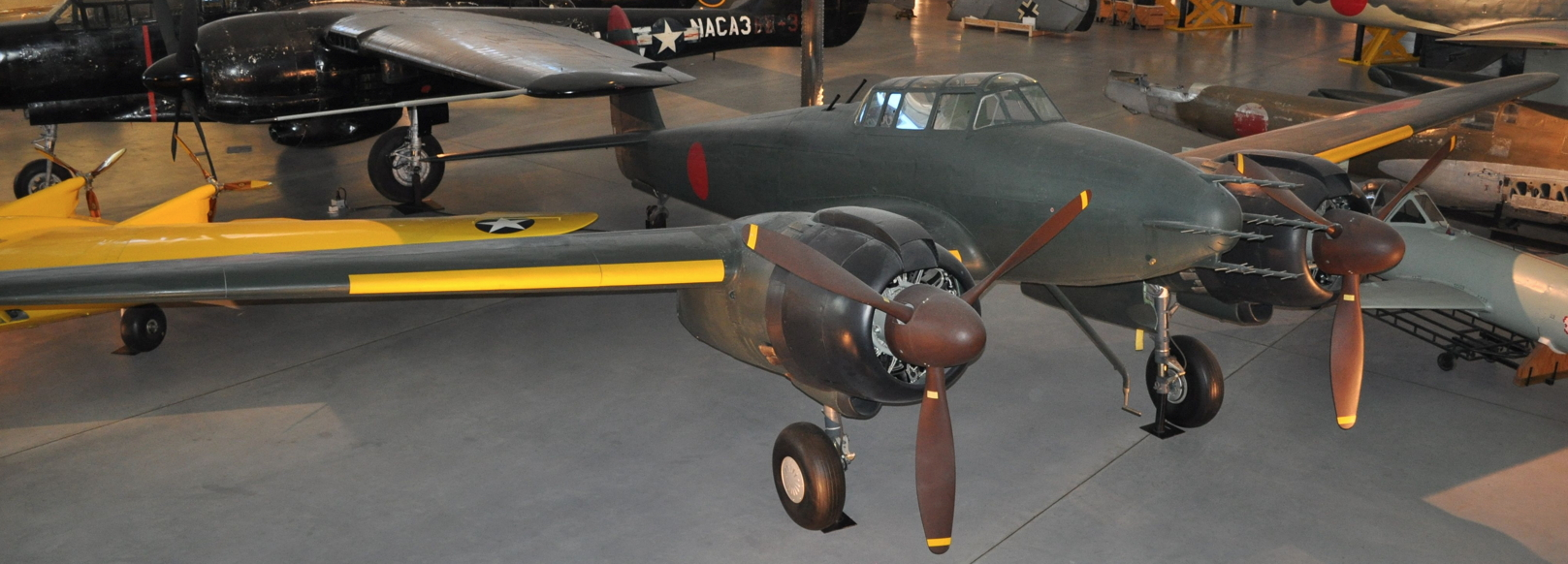
機首に八木・宇田アンテナを装備しレーダーを搭載した月光一一型

また、第二次世界大戦後期には連合国側、とりわけイギリスでは八木・宇田アンテナは万能ではなく、用途によっては軍事利用には不向きである事にも気付いていた。八木・宇田アンテナは航空機に搭載する場合、素子が突起物となって空気抵抗が増大し、機体性能の低下を招く欠点があり、機体の最高速度が増せば増すほどそれに見合った大型で頑丈な八木・宇田アンテナが必要になる矛盾が生じる為、イギリスではより小型のパラボラアンテナの開発に注力、大戦後期には空気抵抗の低下を抑えるレドームの技術開発にも成功し、重爆撃機による夜間の戦略爆撃に大きな成果を挙げている。一方、マグネトロンによるマイクロ波レーダーの技術が乏しかった枢軸国側の夜間戦闘機は、八木・宇田アンテナを機首に搭載して運動性能が低下した夜間戦闘機で、連合国機とは不利な戦闘を強いられる事となった。

### 科学技術史の事績として
この発明は、電気技術史に残るものとして、1995年にIEEEマイルストーンに認定された。銘板のレプリカの一つが、東北大学片平キャンパス内に飾られている。「日本でのマイルストーン受賞リスト」によると、贈呈式年月と受賞テーマ（カッコ内は対象年・期間）および受賞者が、次のように示されている。
- 1995年6月 指向性短波アンテナ<八木・宇田アンテナ>（1924年）- 東北大学

ここで、（1924年）と記されているのは、宇田が講師に就任した年だけではなく、多数の導体棒配列で構成した短波長アンテナの放射指向性測定によって、新しい成果を得ることになる「短波長ビーム」を発生させる配列方法の研究へと発展する超短波の研究を開始した年でもある。
2016年9月13日に、国立科学博物館の重要科学技術史資料（通称：未来技術遺産）の第00210号として、世界最初の超短波アンテナであることを評価され、登録された。

## 名称について
指向性短波アンテナの構成と動作原理が新たに考え出されたのは八木による特許で、これは八木の出願により1926年に特許権を得たとされている。
しかしながら、この八木特許の名称は「電波指向方式」であって、上述のような基本原理とは称し得ない内容の特許である。実は、1924年に講師に就任し、八木教授の研究班で研究補助員となった宇田新太郎が、多数の導体棒を配列して構成した短波長アンテナの放射指向性測定によって、「短波長ビーム」を発生させる配列方法を実験的に確かめ、八木教授と宇田講師は投射器の前後に導波器と反射器を配置したときの効果を明らかにした。これらの研究成果を八木教授が英文でまとめて、1926年に八木・宇田の連名の論文として発表した。この内容が八木特許「電波指向方式」となっているのである。しかも、1925年に出願されたこの特許は八木単独名により、発明者名から宇田を除外して、宇田の知らない間に行われたという事実が記録に残されている。
また、八木・宇田連名の英文論文の前後に、日本語で発表された「短波長ビームに就て」の一連の論文（予稿を含めて合計12編）は、八木が電気学会には原稿を出すのを止めて、若手に発表の機会を与えていたため、全て宇田単独名であった。こうした状況にも拘わらず、国内外の特許出願が八木の単独名で出されたため、日本国外の人々には “Yagi antenna” （八木アンテナ）として知られることとなる。後述するように日本では日本国外からの情報により八木・宇田アンテナが注目されるようになった経緯もあって、戦後日本国内でも、事情を知る人達が宇田の功績も称えるべきであり「八木・宇田アンテナ」と呼ぶべきと主張し、墓誌や最近の学術書では八木・宇田アンテナと記述されている。元来、発明者名から宇田を外して取得した八木特許は、現行法では取り扱いが異なるような特許であると批判されても止むを得ない。なお、八木・宇田両名が発明した「指向性短波アンテナ（八木・宇田アンテナ）」に関する情報は、外国では上述の宇田単独名の一連の論文と連名の英文論文(1926)に基づいているのに対し、日本国内では特許出願者として八木単独であった事が大きく、「八木アンテナ」という別称が流通する状況となっていた。また近年では八木の伝記として松尾博志の著書(1992)に八木主導の記述が見られるなどしたが、最近になってようやく宇田の貢献が正当に評価されるようになった。

## その他
八木が設置を構想した東北大学電気通信研究所のシンボルマークには、八木・宇田アンテナが描かれている。
宇田は自身の墓に八木・宇田アンテナを建てることを希望したが、遺族の意向（墓石にアンテナを立てるとは、余りにも奇異であること、および耐候性の問題など。）により宇田家の墓の墓誌に八木・宇田アンテナの意匠を彫り込むことで代わりとした。